# Església parroquial de Sant Joan Baptista (Artana)
L'Església Parroquial de Sant Joan Baptista d'Artana, comarca de la Plana Baixa, Castelló, és un lloc de culte catòlic situat a la plaça de l'Església de l'esmentat municipi. Datat dels segles xix i xx, presenta una declaració genèrica com Bé de Rellevància Local segons la Disposició Addicional Cinquena de la Llei 5/2007, de 9 de febrer, de la Generalitat, de modificació de la Llei 4/1998, d'11 de juny, del Patrimoni Cultural Valencià (DOCV Núm. 5.449 / 13/02/2007), amb codi identificatiu com a Patrimoni de la Generalitat Valenciana nombre: 12.06.016-002.

## Descripció històric-artística
L'església es va edificar a partir del segle xix sobre les restes d'un temple anterior que, al seu torn, ocupaven el mateix espai on, probablement (en el Museu Parroquial es troba una làpida musulmana, que estava situada a l'antiga església en la qual hi ha una inscripció que diu: “Aquesta pedra la va alçar el valerós Alí Zobei. Déu és Al·là i Mahoma el seu profeta."; d'aquí la suposició de l'existència d'una mesquita en aquest enclavament), antany es va elevar una mesquita medieval.

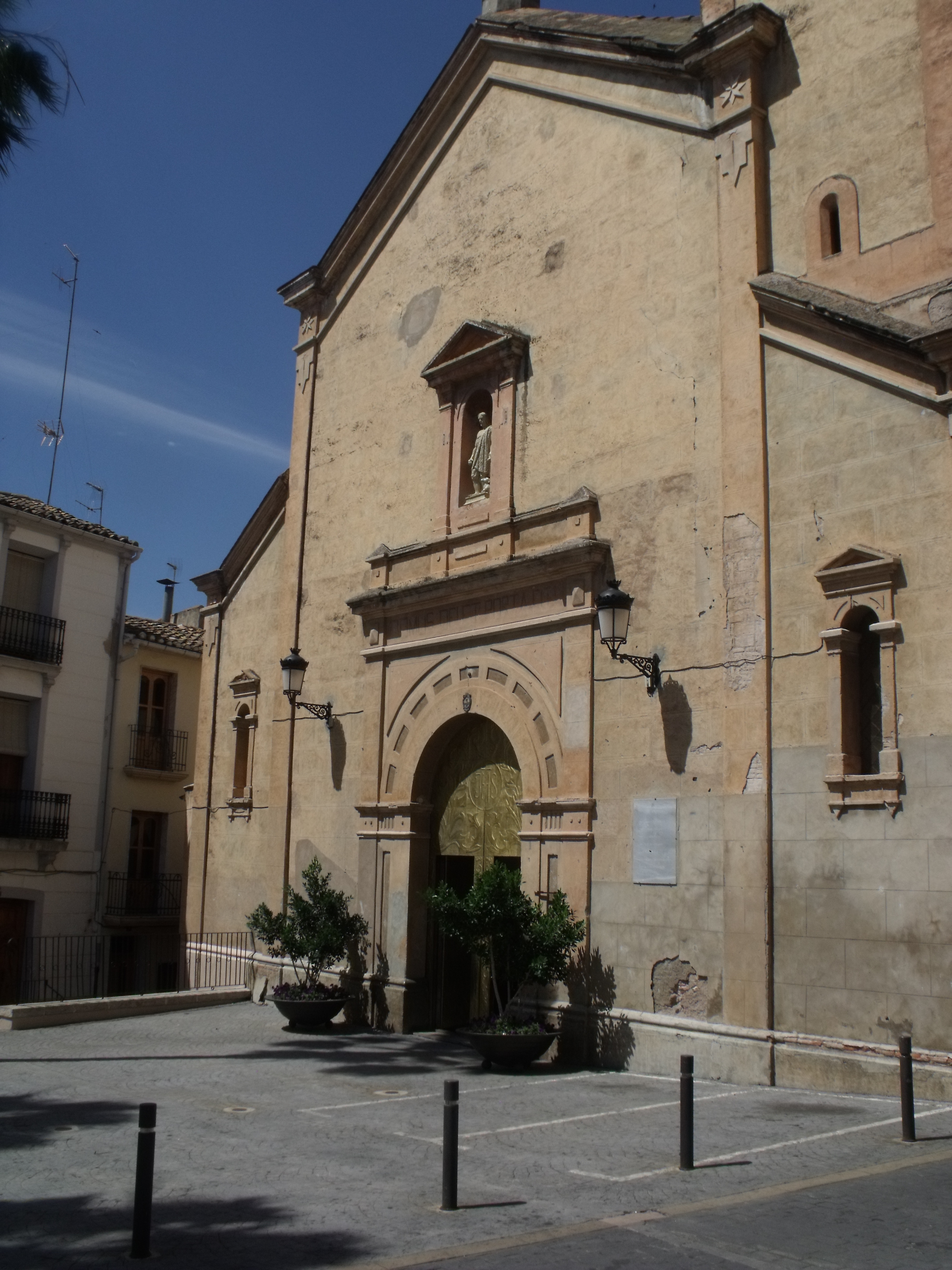
Detall de la porta d'accés.
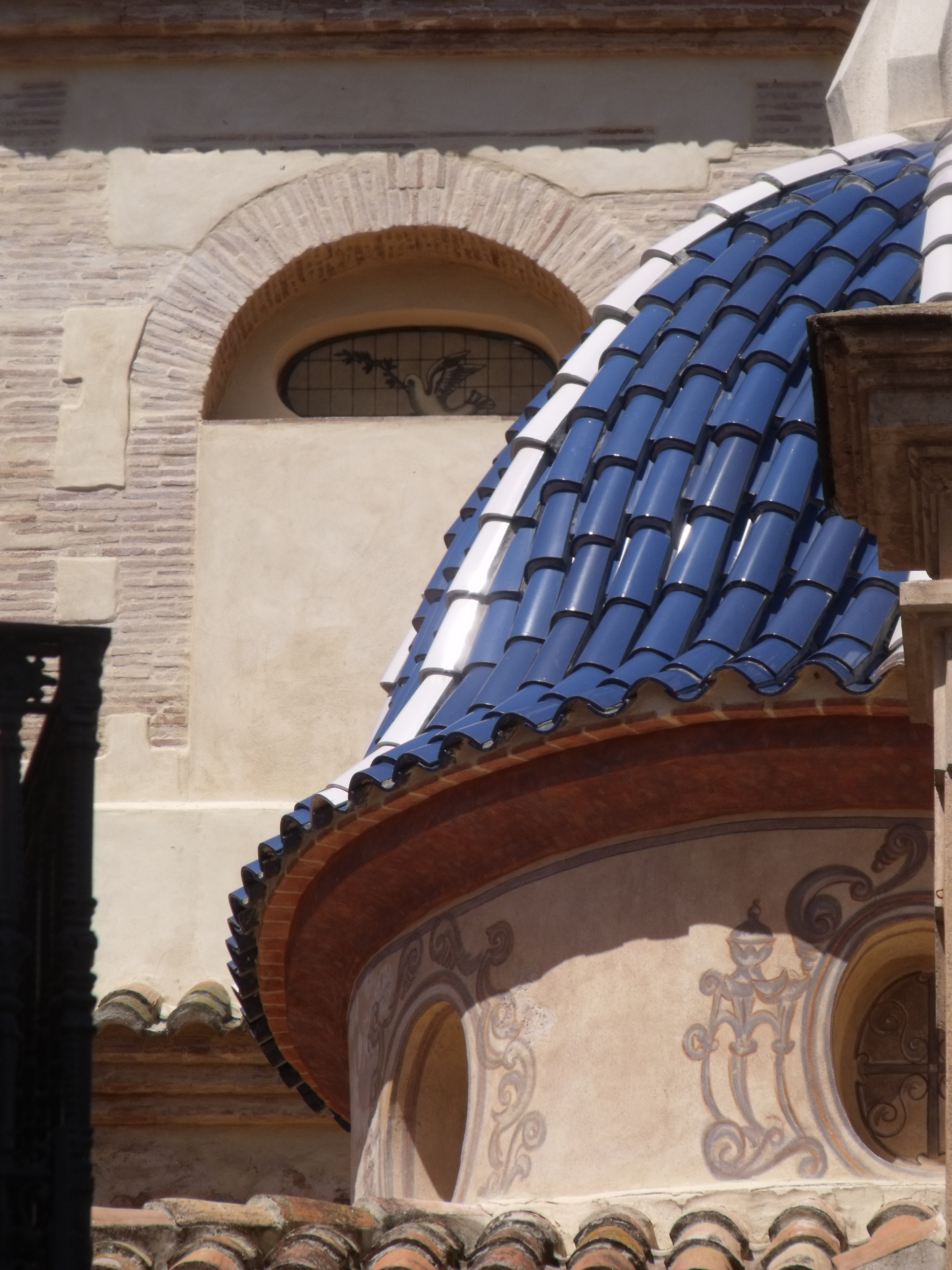
Detall cúpula capella lateral.
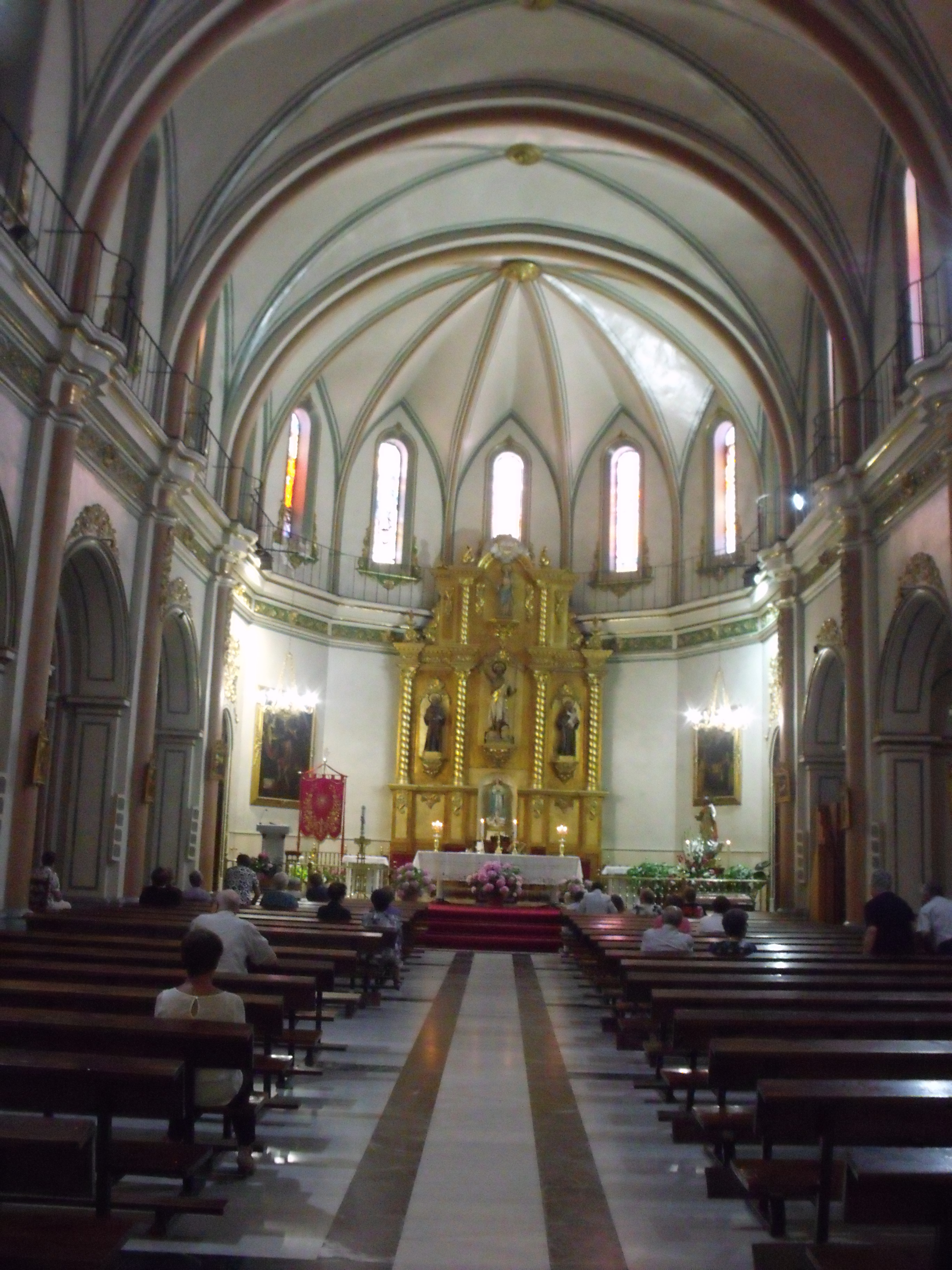
Nau central i presbiteri al fons.
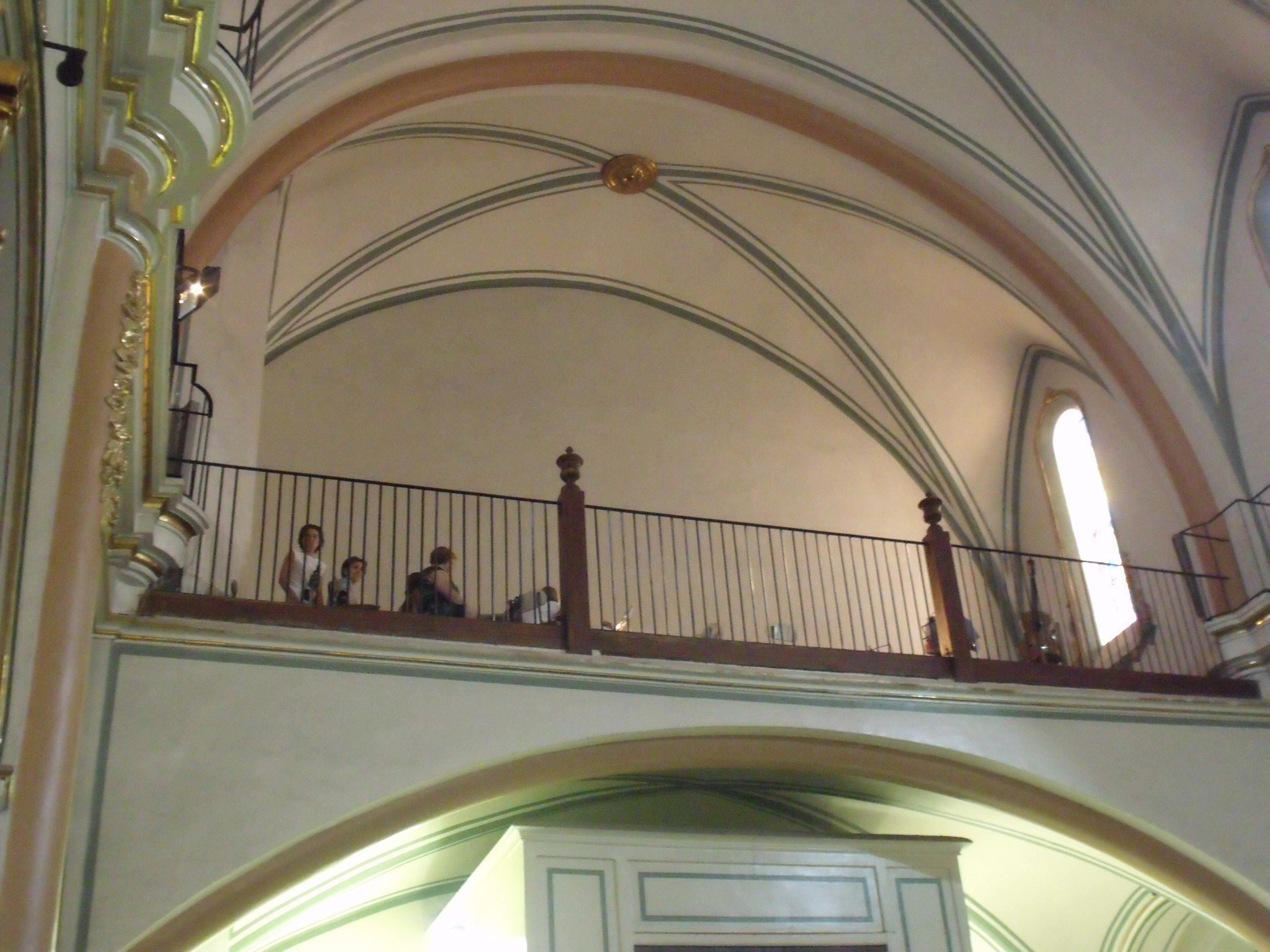
Cor alt als peus de la planta.

L'Església presenta planta de nau única i capelles laterals entre contraforts, sis en total. Als peus de la planta s'eleva el cor alt. La nau central es cobreix amb volta de crucería, amb llunetes, decorada amb estucs florals daurats. Per la seva banda la zona del presbiteri es cobreix amb volta d'estrela. La major part de la decoració interior del temple es deu ja a artistes de principis del segle xx.
Interiorment cal destacar alguns dels seus llenços, d'entre els quals sobresurt, per les seves particularitats iconogràfiques (amb gran riquesa a iconografia carmelitana), el titulat: La Verge lliurant l'escapulari a Sant Simón Stock en presència de Santa Teresa de Jesús; d'autor desconegut, que se situa en el presbiteri del temple en el costat de l'epístola.
A més, a l'interior de l'església es conserva un dels quadres més destacats del pintor castellonenc del segle xix, Bernat Mondina Milallave, el titulat: Degollació de Sant Joan Baptista, amb data de 1862.
L'any 2006 es va procedir a la rehabilitació de les cúpules de les capelles laterals, canviant les teules esmaltades de color blau cobalt i blanques, que estaven espatllades per altres en perfecte estat.